# The Nest (2020)
The Nest is een Brits-Amerikaanse dramafilm en psychologische thriller uit 2020 die geschreven en geregisseerd werd door Sean Durkin. De hoofdrollen worden vertolkt door Jude Law en Carrie Coon.

## Verhaal
Een beleggingsmakelaar verhuist in 1986 met zijn gezin van New York naar Engeland, waar ze hun intrek nemen in een groot landhuis en hij hoopt gouden zaken te kunnen doen. Zijn echtgenote heeft echter problemen om zich aan te passen aan de nieuwe omstandigheden, waardoor hun gezin dreigt uit elkaar te vallen.

## Rolverdeling
| Acteur             | Personage    |
| ------------------ | ------------ |
| Jude Law           | Rory O'Hara  |
| Carrie Coon        | Allison      |
| Charlie Shotwell   | Benjamin     |
| Oona Roche         | Sam          |
| Adeel Akhtar       | Steve        |
| Wendy Crewson      |              |
| Anne Reid          |              |
| Michael Culkin     | Arthur Davis |
| James Nelson-Joyce |              |

## Productie
In april 2018 raakte bekend dat Sean Durkin samen met acteurs Jude Law en Carrie Coon de dramafilm en psychologische thriller The Nest zou verfilmen. De opnames gingen in september 2018 van start in Toronto (Canada) en verhuisden nadien naar Engeland. De film ging op 26 januari 2020 op het Sundance Film Festival in première. De Amerikaanse bioscooprelease is gepland voor september 2020.